# Grigori Pojenian
Grigori Mikhaïlovitch Pojenian (en russe : Григо́рий Миха́йлович Поженя́н), né le 20 septembre 1922 à Kharkiv, et mort le 19 septembre 2005 à Moscou, est un poète, scénariste et parolier soviétique et russe.

## Biographie
Grigori Pojenian nait à Kharkiv, alors en RSS d'Ukraine, d'un père arménien - directeur d'un institut de recherche, et d'une mère juive qui exerce la profession de médecin. Il effectue son service militaire dans la Flotte de la mer Noire lorsque les opérations militaires commencent sur le Front de l'Est. Il intègre à ce moment la 1re unité des forces spéciales du génie. Il collabore avec le périodique de la 7e armée de l'air du Front de Carélie Boevaïa vakhta (Боевая вахта) qui commence à publier ses vers en 1943, puis avec Krasny Tchernomorets (Красный Черноморец). Il sera démobilisé avec nombreuses décorations, élevé au grade de lieutenant.
De retour à la vie civile, il fait ses études à l'Institut de littérature Maxime-Gorki en 1946-1952. Son premier recueil Vent de mer (Ветер с моря) parait en 1955.
Avec Vassili Aksionov et Ovidi Gortchakov (ru), il écrit en 1972 sous le pseudonyme collectif de Grivadi Gorpozhaks une parodie du roman policier John Green, l'intouchable.
En tant que parolier, il a écrit une soixantaine de chansons, chantées par Yossif Kobzon, Youri Antonov, Maya Kristalinskaya, Lev Lechtchenko, Muslim Magomayev, Édouard Khil, Oleg Anofriev.
Mort le 20 septembre 2005 à Moscou à 83 ans, Grigori Pojenian est inhumée au cimetière de Peredelkino. 

## Filmographie

### Réalisateur
- 1966 : Adieu (film, 1966) (ru)

## Récompenses et décorations
- prix d'État de la fédération de Russie
- ordre du Mérite pour la Patrie
- ordre du Drapeau rouge
- ordre de la Guerre patriotique
- ordre de l'Insigne d'Honneur
- ordre de l'Étoile rouge
- médaille pour la Défense de Sébastopol
- médaille pour la Défense d'Odessa
- médaille pour la défense du Transarctique Soviétique
- médaille pour la défense du Caucase
- médaille pour la victoire sur l'Allemagne